# Philadelphia Charge
El Philadelphia Charge fue un equipo de fútbol femenino de Estados Unidos que jugó en la WUSA. Su estadio era el Estadio de la Universidad de Villanova, en las afueras de Philadelphia.

## Historia
El Charge fue creado en 2000 para participar en la WUSA, la primera liga profesional de fútbol femenino de Estados Unidos. En su plantilla destacaban internacionales de Estados Unidos como Hope Solo y Heather Mitts y estrellas extranjeras como Marinette Pichon y Kelly Smith.
El equipo desapareció tras la quiebra de la WUSA en 2003. Cuando en 2007 se fundó una nueva liga profesional, la WPS, también se formó un equipo en la ciudad, el Philadelphia Independence.

## Trayectoria liguera
|      | 01 | 02 | 03 |
| ---- | -- | -- | -- |
| WUSA | 4º | 3º | 8º |